# Ely Landau
Pour les articles homonymes, voir Landau.
Ely Landau (né le 20 janvier 1920 à New York et mort le 4 novembre 1993 à Los Angeles) est un producteur de cinéma américain.

## Biographie
Ely Abraham Landau est né à New York dans une famille juive. Il a servi dans l'US Air Force durant la Deuxième Guerre mondiale, puis a travaillé comme directeur pour la télévision et différentes sociétés de production. Il a dirigé National Telefilm entre 1953 et 1961, et a créé NTA Film Network en 1956. Le documentaire King : de Montgomery à Memphis qu'il a scénarisé et co-produit a été nommé en 1971 à la 43e cérémonie des Oscars.
Mort le 4 novembre 1993, il est inhumé au Hillside Memorial Park.

### Famille
Ely Landau est le père du producteur Jon Landau.

## Filmographie
- 1965 : Le Prêteur sur gages (The Pawnbroker)
- 1966 : The Three Sisters
- 1969 : La Folle de Chaillot (The Madwoman of Chaillot)
- 1970 : King : de Montgomery à Memphis (documentaire)
- 1973 : A Delicate Balance
- 1973 : The Homecoming
- 1974 : Butley
- 1974 : The Iceman Cometh
- 1974 : Lost in the Stars
- 1974 : Luther
- 1974 : Rhinocéros
- 1975 : Galileo
- 1975 : In Celebration
- 1975 : The Maids
- 1975 : The Man in the Glass Booth
- 1978 : L'Empire du Grec (The Greek Tycoon)
- 1980 : Hopscotch
- 1981 : Beatlemania: The Movie
- 1981 : L'Élu (The Chosen)
- 1985 : Le Pacte Holcroft (The Holcroft Covenant)